# Thelypteris gretheri
Thelypteris gretheri là một loài dương xỉ trong họ Thelypteridaceae. Loài này được B.C.Stone mô tả khoa học đầu tiên năm 1967.
Danh pháp khoa học của loài này chưa được làm sáng tỏ. 